# Сремза
Сремза, познат као птичија трешња или првомајско дрво, је једна од врста трешње, пореклом из Северне Европе и Северне Азије. То је листопадно мало дрво или велики жбун, 8-16 м висине, које расте јужно од Арктичког круга у великој Британији и Северној Ирској, Норвешкој, Шведској, Финској, Русији и Украјини. Такође постоји неколико популација у Француској, Шпанији, Португалу, Северној Италији и на Балкану. То је типична врста подрода дивље трешње које имају цветове у грозду.

## Употреба
Црни плодови могу се уситинити и користити као брашно за кулинарске сврхе.
Коришћен је у терапеутске сврхе у време Средњег века.
Кора дрвета постављена на врата је требало да отера кугу.